# Деруэнт-Уотер
Деруэнт или Деруэнт-Уотер (англ. Derwentwater или англ. Derwent Water) — озеро в графстве Камбрия на северо-западе Англии.

## География

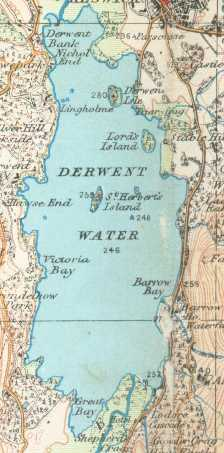
Карта озера Деруэнт-Уотер

Озеро расположено на территории национального парка Лейк-Дистрикт (Озёрный край) к югу от города Кезик, в Камберлендских горах. Деруэнт-Уотер является третьим по величине озером Камбрии, а также и третьим по величине естественным озером Англии.
Площадь озера составляет 5 км², средняя глубина — 5,5 метров, максимальная глубина — 22 метра. Длина озера Деруэнт-Уотер равна 4,6 км, максимальная ширина — 1,91 км. Основное питание и сток по реке Деруэнт. Высота над уровнем моря составляет 75 метров.
На озере расположено 4 острова и 9 мелких островков. Крупнейшим из них является остров Сент-Гербертс, в центре озера, площадью около 2 гектаров. Остров был назван в честь Святого Герберта, который принёс христианство в эти места в 685 году и использовали остров в качестве скита. Святой Герберт, известный как «отшельник из Деруэнт-Уотера», был учеником Святого Катберта Линдисфарна. После смерти святых в один и тот же день остров стал местом паломничества.
Остров Деруэнт когда-то принадлежала монахам аббатства Фонтейн. Позже на острове жили немецкие шахтёры, работавшие в этом районе. С 50-х годов XX столетия остров принадлежит Национальному фонду, свободное посещение острова разрешено лишь пять дней в году.
Остров Лордс был когда-то резиденцией графов Деруэнтуотер. Большой дом, построенный примерно в 1460 году, был связан с сушей подъёмным мостом. Дом постепенно пришёл в упадок и разрушился, но его фундамент еще можно обнаружить.
Название острова Рампсхолм происходит от древнескандинавского Hrafns holmr или «остров дикого чеснока».

## Фауна
В водах озера обитает редкая разновидность ряпушки — Coregonus vandesius, которая встречается только в этом озере, озере Бассентуэйт и в 2-х шотландских озёрах.